# ヴィリエ＝ル＝ベル
ヴィリエ＝ル＝ベル （Villiers-le-Bel）は、フランス、イル＝ド＝フランス地域圏、ヴァル＝ドワーズ県のコミューン。
かつてはイル＝ド＝フランスの農村であったが、1920年代の土地の分譲によってパリ郊外の住宅地となった。コミューンは1950年代後半の大規模集合住宅の誕生後に大きな社会変革を遂げてきた。

## 地理
ヴィリエ＝ル＝ベルは、パリ北部の穀物生産が盛んな小さな地方、ペイ・ド・フランス地方の中心に位置する。境を接するコミューンは、サルセル、アルヌヴィル＝レ＝ゴネス、ゴネス、ブクヴァル、ル・プレシ＝ガソ、エクアンである。

## 交通
- 道路 - N370
- 鉄道 - アルヌヴィル＝レ＝ゴネスにある、RER D線のヴィリエ＝ル＝ベル-ゴネス-アルヌヴィル駅。

## 歴史

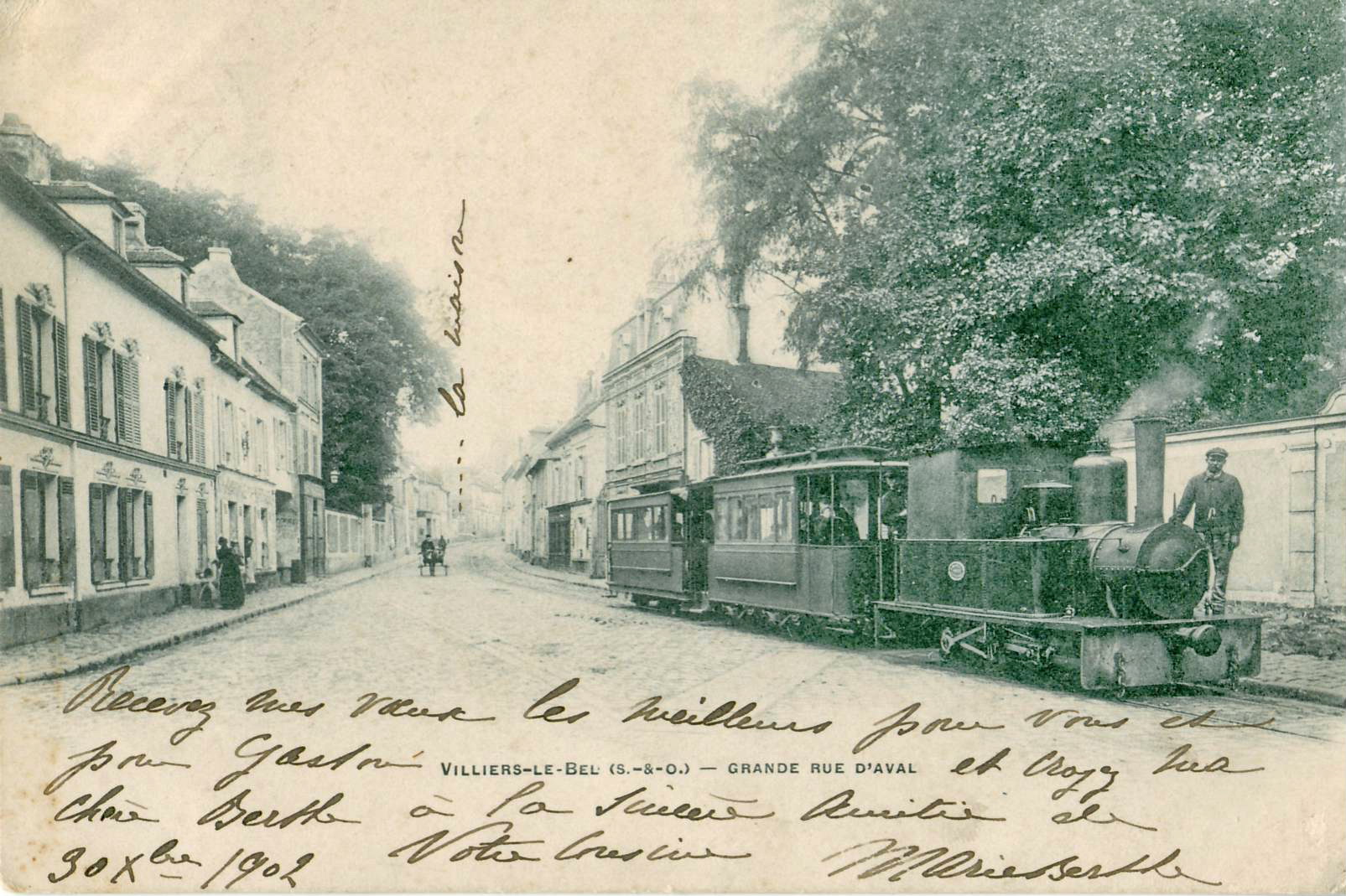
1902年に撮影されたヴィリエ＝ル＝ベル。蒸気機関のトラムが走っていた

ヴィリエとはラテン語のvillareに由来する。ガロ＝ローマ時代の井戸が見つかっていることから、1世紀から2世紀には既に村が存在していた。ヴィリエの名が正式に公文書に記されたのは、ルイ敬虔王時代の832年の憲章においてである。
この地の領主であったのは、1092年以降様々な記録に記載されたように、フランス王に仕えたル・ベル家であった。彼らは12世紀後半にド・ヴィリエ（de Villiers）の名を自らにつけた。この家系の直系子孫で、ボーヴェ司教を務めたアントワーヌ・ル・ベルの遺言により、1535年に自領をアンヌ・ド・モンモランシーに対して明け渡した。この時代のヴィリエは農業を行う小さな町で、その他に重要な産業としてレース編みや石膏の切り出しが行われていた。当時はユグノーが優勢であったが、1635年のナントの勅令廃止で新教徒の教会は打ち捨てられ、ユグノーたちはカトリックに改宗するかヴィリエを去って行った。
鉄道がヴィリエにやってきたことは、多くのコミューンと同様に、顕著な社会的・経済的な変化をもたらした。新たな駅の周囲は土地分譲が行われ、労働者や雇用人たちが移り住んできた。1931年に、ヴィリエの人口は既に以前の2倍となっていた。ヴィリエの古くからの中心地からおよそ3kmの場所にヴィリエ＝ル＝ベルがつくられ、1878年には蒸気機関によるヴィリエ＝ル＝ベル・トラム（fr）が開業した。トラムは1929年に電化され、1949年に廃止された。
1955年から1962年にかけ、ダニエル・バダーニとピエール・ルー＝ドゥリュが設計した1600戸の集合住宅群が建設された。これらはヴィリエ東部につくられ、カルー地区（Carreaux）と呼ばれた。
2007年11月25日、小型バイクに乗っていた2人の未成年者が、警察車両との交通事故で死亡した。その後まもなく警察が厳しい非難を受け、同日夜、警察と一部の若者との間で暴動が起きた。翌26日夜、地元警察は警戒を強化した。公共および民間施設のいくつかが放火された。衝突の2日目では警察側に負傷者が出た。警察はまた、ライフルを使用した銃撃の標的とされていたのである。3日目も警察と消防から負傷者が出たため、RAIDの狙撃班が配置され、動員される警官が大幅に増加した。

## 史跡

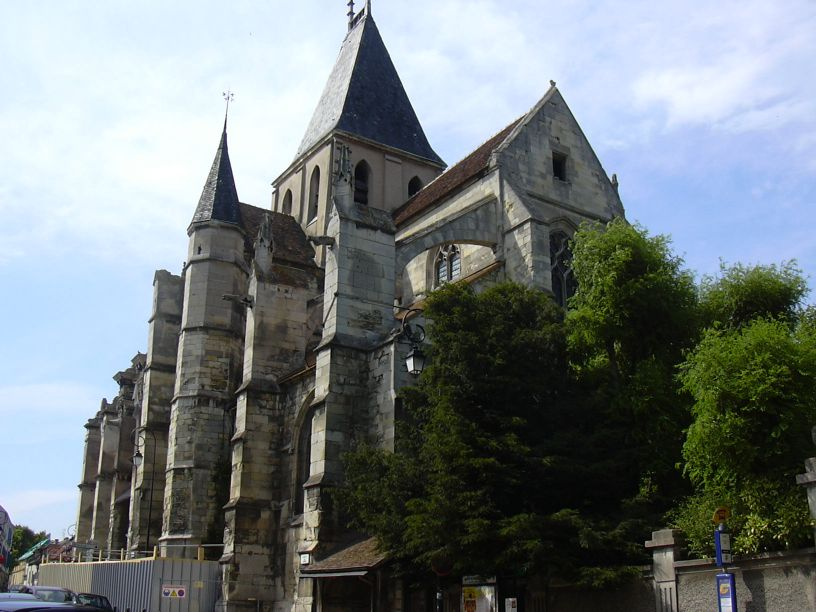
サン＝ディディエ教会

- サン＝ディディエ教会 - 13世紀から16世紀。ジャン・ビュヤンによるルネサンス様式建築を含む。1909年にモーリス・ユトリロが内部の絵画を描いている。
- ガロ＝ローマ時代の井戸
- トマ・クチュールの家 - 原型は17世紀の建物だが大幅な再建がなされている。